# Tebesbest
Tebesbest (în arabă تيبسبست) este o comună din provincia Ouargla, Algeria.
Populația comunei este de 35.032 locuitori (2008).